# Andrzej Rozpłochowski

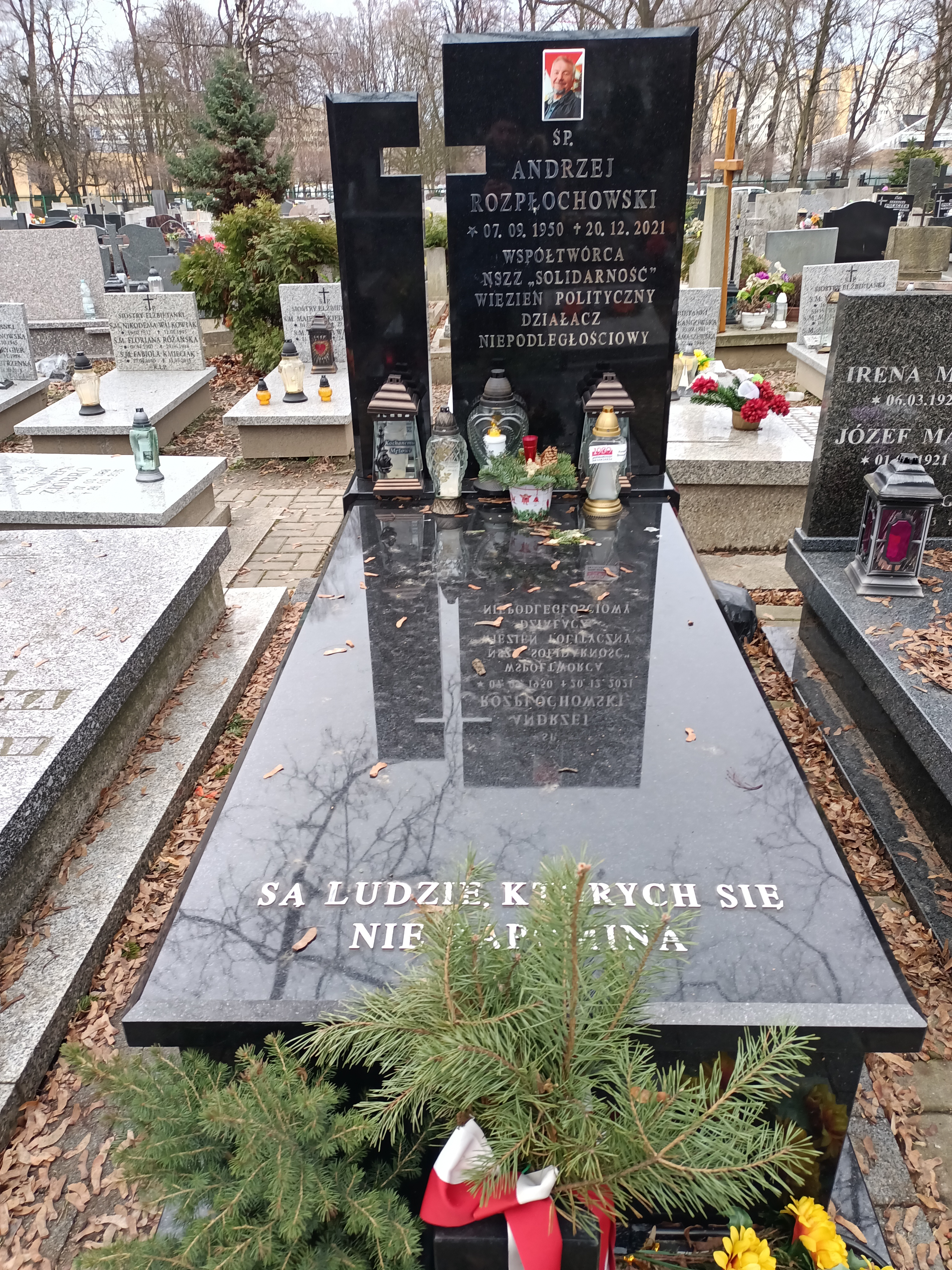
Grób Andrzeja Rozpłochowskiego na cmentarzu przy ul. Francuskiej w Katowicach

Andrzej Ryszard Rozpłochowski (ur. 7 września 1950 w Gdańsku, zm. 20 grudnia 2021 w Katowicach) – polski mechanik, działacz opozycji w okresie PRL i jeden ze współtwórców śląskiej „Solidarności”.

## Życiorys
Absolwent zasadniczej szkoły samochodowej w Inowrocławiu (1968). Po odbyciu służby wojskowej pracował w Polskich Kolejach Państwowych (do 1977) i następnie w Hucie Katowice (do 1983). W trakcie strajków w 1980 stanął na czele protestu w swoim zakładzie pracy, został przewodniczącym Międzyzakładowego Komitetu Strajkowego, następnie kierował regionalnymi organami powstającej „Solidarności”. Współtworzył krajowy Komitet Obrony Więzionych za Przekonania. Był delegatem na I Krajowy Zjazd Delegatów w Gdańsku, następnie członkiem Komisji Krajowej NSZZ „S” i przewodniczącym miejskiej komisji koordynacyjnej w Dąbrowie Górniczej. W 1981 kandydował na przewodniczącego zarządu regionu związku, jednak przegrał z Leszkiem Waliszewskim. Po wprowadzeniu stanu wojennego został internowany (13 grudnia 1981), rok później oskarżony o działania antypaństwowe, nie został osądzony, zwolniono go na mocy amnestii w 1984.
Współpracował z działaczami podziemnej „Solidarności”, w 1985 wszedł do prezydium Polskiej Partii Niepodległościowej. W 1988 wyemigrował do Stanów Zjednoczonych, gdzie pracował w różnych przedsiębiorstwach i prowadził własną działalność gospodarczą. W 2009 ujawnił, iż jego ojciec był funkcjonariuszem komunistycznego Ministerstwa Bezpieczeństwa Publicznego, a jego druga żona Barbara tajnym współpracownikiem SB.
W 2010 powrócił do Polski. Bez powodzenia kandydował z ramienia Prawa i Sprawiedliwości do sejmiku śląskiego. W wyborach do Parlamentu Europejskiego w 2014 był kandydatem Solidarnej Polski.
W 2011 Stowarzyszenie Pokolenie wydało napisaną przez Andrzeja Rozpłochowskiego publikację wspomnieniową pt. Postawią ci szubienicę. W 2013 ukazał się jej drugi tom.
Zmarł w katowickim szpitalu na skutek COVID-19 w okresie światowej pandemii tej choroby.

## Odznaczenia
Zarządzeniem prezydenta RP na uchodźstwie Ryszarda Kaczorowskiego z 1990 został odznaczony Krzyżem Kawalerskim Orderu Odrodzenia Polski. Prezydent RP na uchodźstwie odznaczył go uprzednio również Srebrnym Krzyżem Zasługi.
W 2010 prezydent RP Bronisław Komorowski wyróżnił go Krzyżem Kawalerskim Orderu Odrodzenia Polski. Andrzej Rozpłochowski zwrócił ten order prezydentowi w styczniu 2012 w proteście przeciwko wyrokowi w sprawie sprawców stanu wojennego. Prezydent RP Andrzej Duda odznaczył go w 2015 Krzyżem Wolności i Solidarności, w 2017 nadał mu Krzyż Komandorski z Gwiazdą Orderu Odrodzenia Polski. W 2021 pośmiertnie odznaczony Krzyżem Wielkim Orderu Odrodzenia Polski.